# Volynj Luck
Volynj (ukr. Волинь Луцьк / Volynj Luc'k) je ukrajinski je profesionalni nogometni klub iz grada Lucka. Trenutno nastupa u ukrajinskoj drugoj ligi, tzv. Perša lihi. Nakon osamostaljena Ukrajine, s natjecanjem su krenuli od prve lige 1992. godine, a 1996. su ispali u niži rang, Peršu Lihu. Sezone 2001./02. su se vratili u Vyšču lihu. Sezone 2005./06. su opet ispali iz lige. Sezone 2009./10. su se vratili u Premier ligu.